# 迪特勒奈姆
迪特勒奈姆（法語：Duttlenheim，法語發音：[dytlənaim] ⓘ）是法国下莱茵省的一个市镇，属于莫尔塞姆区。英超球队阿森纳前主帅阿尔塞纳·温格在此长大。

## 地理
迪特勒奈姆（48°31'29"N, 7°33'56"E）面积8.6 平方千米，位于法国大東部大區下莱茵省，该省份为法国大陆部分最东部的省份，是阿尔萨斯的一部分，今与上莱茵省组成了阿尔萨斯欧洲集体，其南至上莱茵省，西南接孚日省和默尔特-摩泽尔省，西接摩泽尔省，北与德国接壤。
与迪特勒奈姆接壤的市镇（或旧市镇、城区）包括：阿尔托夫、布莱赛姆、达克斯坦、迪皮盖姆、埃尔诺尔桑布吕克、伊讷奈姆。
迪特勒奈姆的时区为UTC+01:00、UTC+02:00（夏令时）。

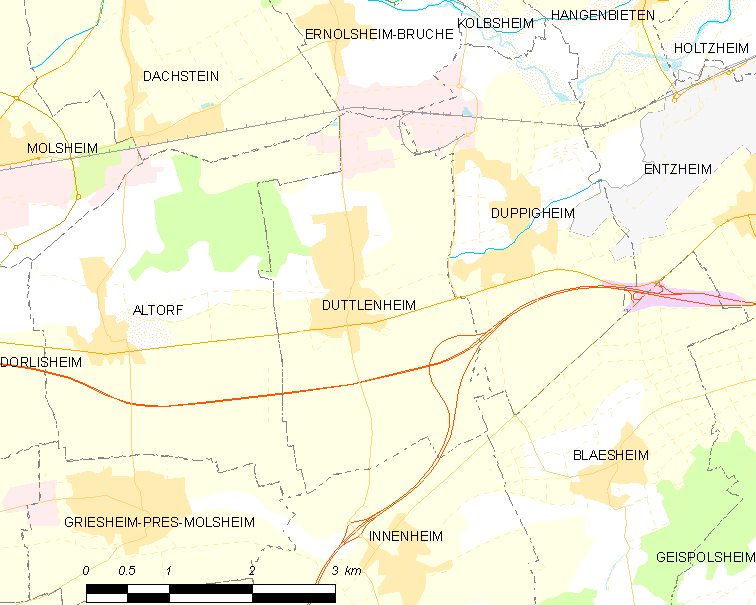
迪特勒奈姆的OSM定位图

## 行政
迪特勒奈姆的邮政编码为67120，INSEE市镇编码为67112。

## 政治
迪特勒奈姆所属的省级选区为莫尔塞姆县。

## 人口

1962-2008年间迪特勒奈姆人口变化图示

迪特勒奈姆于2022年1月1日时的人口数量为2957人。